# Josep Moll Marquès
Josep Moll Marquès (Ciutadella, 7 de desembre de 1934 - Palma, 26 d'agost de 2007) fou un periodista, pèrit químic i polític mallorquí del PSIB-PSOE, representant de l'ala més autonomista del partit.
Fill de Francesc de Borja Moll i germà de la filòloga Aina Moll i del músic Joan Moll, va residir del 1960 al 1977 a Alemanya, on va dirigir i presentar el programa de ràdio destinat als treballadors espanyols en aquell país. El contacte amb aquesta problemàtica el va decidir a assumir un compromís polític, ingressant al PSOE el 1968. S'establí a Mallorca el 1977, va esser Secretari General del seu partit (1985-1991), impulsant el corrent intern Socialisme i Autonomia i la col·laboració amb els partits socialistes de Catalunya i el País valencià.
Del 1979 al 1995 fou conseller del Consell Insular de Mallorca, del 1983 al 1995 fou diputat al Parlament de les Illes Balears temps durant el qual fou vicepresident segon del Parlament de les Illes Balears (1983-1991) i secretari segon del Parlament de les Illes Balears (1991-1995), del 1995 al 1999 fou cap de l'oposició a l'Ajuntament de Palma. Els darrers anys de la seva vida col·laborà regularment al Diari de Balears. El 2007, just després de la seva mort, el Consell de Mallorca li feu entrega del Premi Jaume II.